# Very Cool (寺井尚子のアルバム)
『Very Cool』（ヴェリー・クール）は、2014年3月19日にリリースされた寺井尚子の17枚目のアルバムである。

## 収録曲
| #         | タイトル                                                         | 作詞                            | 作曲                   | 時間 |
| --------- | ---------------------------------------------------------------- | ------------------------------- | ---------------------- | ---- |
| 1.        | 「黒いオルフェ」(Manhã de Carnaval)                              | アントニオ・マリア （ 英語版 ） | ルイス・ボンファ       | 7:17 |
| 2.        | 「キサス・キサス・キサス」(Quizás, quizás, quizás)               | -                               | オスバルド・ファレス   | 4:41 |
| 3.        | 「カンタロープ・アイランド」(Cantaloupe Island)                  | -                               | ハービー・ハンコック   | 7:43 |
| 4.        | 「エストレリータ」(Estrellita)                                   | -                               | マヌエル・ポンセ       | 5:06 |
| 5.        | 「ダンシング・イン・ザ・ウインド」(Dancing In The Wind)          |                                 | 寺井尚子               | 5:29 |
| 6.        | 「リトル・Bズ・ポエム」(Little B's Poem)                         | -                               | ボビー・ハッチャーソン | 3:41 |
| 7.        | 「テンパス・フュージット」(Tempus Fugit)                         | -                               | バド・パウエル         | 5:09 |
| 8.        | 「エヴリシング・ハプンズ・トゥ・ミー」(Everything Happens To Me) | トム・アデア （ 英語版 ）       | マット・デニス         | 4:19 |
| 9.        | 「クール・ヴァイブレーションズ」(Cool Vibrations)                | -                               | 北島直樹               | 5:19 |
| 10.       | 「ビギン・ザ・ビギン」(Begin The Beguine)                        | -                               | コール・ポーター       | 5:48 |
| 11.       | 「エストレリータ（CMバージョン）」(Estrellita（CM Version))      | -                               | マヌエル・ポンセ       | 3:35 |
| 合計時間: | 合計時間:                                                        | 合計時間:                       | 58:07                  |      |

### 編曲
- 寺井尚子 - M1-2, M4-8, M10-11
- 北島直樹 - M3, 9

## スタッフ・クレジット

### 参加ミュージシャン
- 寺井尚子 - ヴァイオリン
- 北島直樹 - ピアノ (M1-10)
- 店網邦雄 - アコースティックベース
- 中沢剛 - ドラムス (M1-10)
- 山本玲子 - ヴィブラフォン (M1-3, 6-7, 9)
- 松岡Matzz高廣 (クオシモード) - パーカッション (M2-3, 5, 7, 10)
- Django Rhythm(ABE-KOBAアベコバ) - ギターデュオ (M10)

### 制作クレジット
- プロデューサー - 寺井尚子、行方均
- エグゼクティブ・プロデューサー - 行方均、永田俊作
- レコーダィング＆ミキシング・エンジニア - 鈴木智雄(Tom Suzuki)
- マスタリング・エンジニア - 吉川昭仁
- 写真 - 富田眞光

## リリース日一覧
| 地域 | リリース日    | レーベル                                 | 規格                   | カタログ番号   | 備考                      |
| ---- | ------------- | ---------------------------------------- | ---------------------- | -------------- | ------------------------- |
| 日本 | 2014年3月19日 | somethin'else (ユニバーサルミュージック) | 12cmCD                 | TYCJ-80006     | SHM-CD, DSD、SBM Direct   |
| 日本 | 2014年3月19日 | ユニバーサルミュージック                 | デジタル・ダウンロード | 830690249      | iTunes Store              |
| 日本 | 2014年3月19日 | ユニバーサルミュージック                 | デジタル・ダウンロード | A34860122      | レコチョク                |
| 日本 | 2014年3月19日 | ユニバーサルミュージック                 | デジタル・ダウンロード | 8d6kgwzjrchq   | MSN Music mp3             |
| 日本 | 2014年3月19日 | ユニバーサルミュージック                 | デジタル・ダウンロード | 00600406435002 | mora AAC-LC 320kbps       |
| 日本 | 2014年3月19日 | ユニバーサルミュージック                 | デジタル・ダウンロード | 4889           | HD-music FLAC 96kHz/24bit |
| 日本 | 2014年3月19日 | ユニバーサルミュージック                 | デジタル・ダウンロード | 00600406435002 | mora FLAC 96kHz/24bit     |
| 日本 | 2014年3月19日 | ユニバーサルミュージック                 | デジタル・ダウンロード | uml35002       | e-onkyo FLAC 96kHz/24bit  |

## タイアップ
| トラック番号 | 曲名               | タイアップ                            |
| 11           | 「エストレリータ」 | 金鳥 蚊取り線香 2014年 イメージソング |